# Kavourma
Ne doit pas être confondu avec korma.

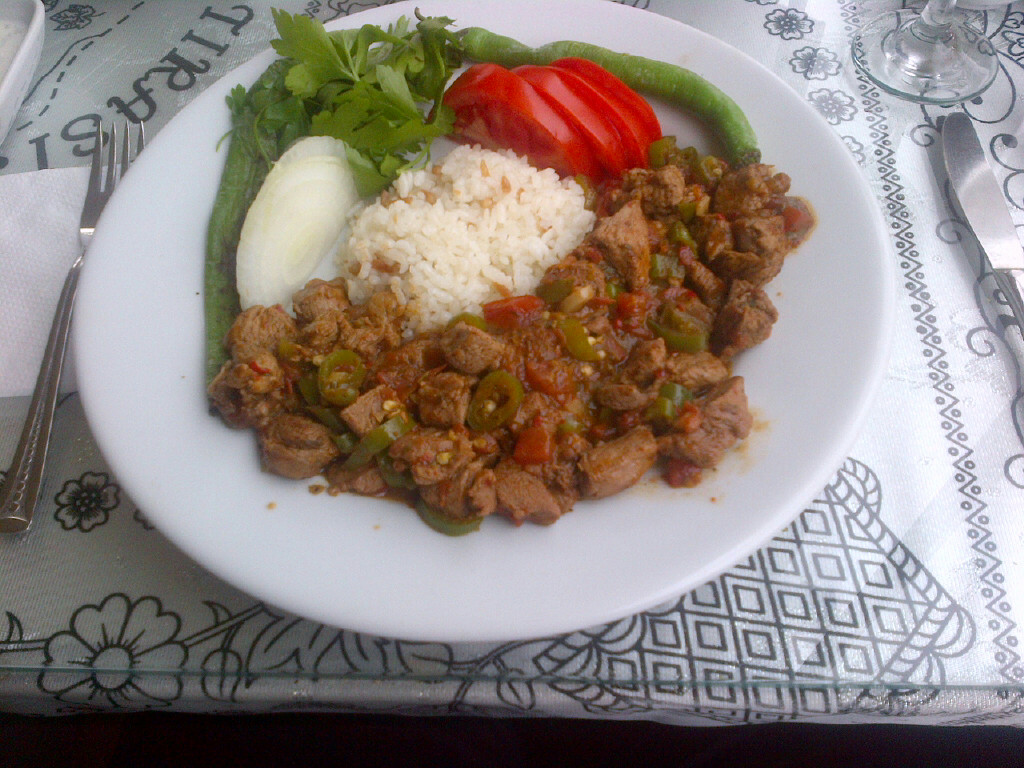
Kavurma d'agneau

Le kavourma ou kavurma (en turc : kavurma ; littéralement « cuit sauté ») est un procédé de préparation et de conservation de la viande utilisé dans la cuisine turque. La viande ainsi conservée est également appelée kavourma.
La viande (généralement du mouton ou du bœuf) peut servir de base à des spécialités culinaires, le plat étant également désigné par le mot kavourma.

## Préparation et utilisation
La viande est coupée en cubes et d'abord mise à bouillir dans l'eau ; elle est ensuite retirée du feu et l'eau de cuisson est filtrée. La viande est ensuite mise à frire dans une sauteuse huilée, en étant fréquemment remuée. Après quelque temps, on ajoute à la préparation beaucoup de sel et on laisse mijoter pendant dix à quinze minutes, avec beaucoup d'huile. La préparation est ensuite stockée dans de grands pots.
Cette préparation est consommée soit accompagnée de légumes, soit en garniture de pide. En particulier, cette préparation riche est utilisée pour la fête de l'Aīd al-Kabīr, accompagnant la viande de l'animal sacrifié sautée à la poêle.